# Colletes opacicollis
Colletes opacicollis is een vliesvleugelig insect uit de familie Colletidae. De wetenschappelijke naam van de soort is voor het eerst geldig gepubliceerd in 1909 door Friese.
De diersoort komt voor in Zimbabwe.